# Alchemilla longituba
Alchemilla longituba är en rosväxtart som beskrevs av S. Fröhner. Alchemilla longituba ingår i släktet daggkåpor, och familjen rosväxter. Inga underarter finns listade i Catalogue of Life.